# Ferraraskolan
Ferraraskolan var en skola inom italienskt måleri, som blomstrade under andra hälften av 1400-talet samt under 1500-talet och representerades av bland andra Cosimo Tura, Francesco del Cossa, Ercole Roberti och Lorenzo Costa och Dosso Dossi. Ferraraskolans påfallande stränga stil hade influerats av Piero della Francesca och Andrea Mantegna.